# Yui Mizuno
Yui Mizuno (水野由結, Mizuno Yui, Kanagawa, 20 de junho de 1999) é uma cantora, modelo e atriz japonesa. Ela é representada pela agência de talentos Amuse e foi integrante do grupo de kawaii metal Babymetal, onde era conhecida pelo nome artístico Yuimetal. Além disso, Mizuno integrou outros três grupos formados por essa agência: Sakura Gakuin, e seus subgrupos Twinklestars e Minipati.

## Biografia
Após iniciar sua carreira como modelo, em 2007, Mizuno assinou com a agência Amuse.[carece de fontes?] Entre 2008 e 2010, participou de comerciais, doramas e encenações teatrais. Em agosto de 2010, integrou o grupo idol Sakura Gakuin, juntamente à Moa Kikuchi. Em outubro de 2010, juntou-se ao Twinklestars, subgrupo de Sakura Gakuin, e em novembro juntou-se ao Babymetal, também subgrupo de Sakura Gakuin, com o nome artístico Yuimetal. Em 8 de dezembro de 2010, estreou no grupo Sakura Gakuin com o single major "Yume ni Mukatte / Hello ! Ivy". Entre 2 de maio de 2011 e 25 de março de 2013, Mizuno, juntamente à Moa Kikuchi, apresentaram um segmento no programa televisivo sakusaku, transmitido pela TV Kanagawa. Em julho de 2011, tornou-se integrante do grupo idol Minipati, subgrupo de Sakura Gakuin, juntamente à Hana Taguchi e Moa Kikuchi. Em janeiro de 2013, Mizuno fez sua estreia major no Babymetal com o single "Ijime, Dame, Zettai". Foi garantido que o Babymetal, após a graduação de Suzuka Nakamoto do grupo Sakura Gakuin, iria continuar suas atividades como um grupo independente. Em fevereiro de 2014, Babymetal lançou seu álbum de estreia. Em maio de 2014 tornou-se a Presidente de Produção, e vice-líder do grupo Sakura Gakuin. Em 29 de março, Sakura Gakuin realizou o concerto anual de graduação, The Road to Graduation 2014 Final ~Sakura Gakuin 2014 Nendo Sotsugyo~, onde Mizuno, juntamente de Moa Kikuchi, Hana Taguchi e Yunano Notsu, deixou o grupo.

## Detalhes pessoais
Em janeiro de 2015, a altura de Mizuno era 1,56 cm.
O grupo idol favorito de Mizuno é Karen Girl's, onde coincidentemente Suzuka Nakamoto, sua parceira no grupo Babymetal, foi integrante. Mizuno também é fã da cantora Ariana Grande.

## Afiliações
- Sakura Gakuin (2010–2015)
  - Twinklestars (subgrupo do Sakura Gakuin; 2010–2015)
  - Minipati (subgrupo do Sakura Gakuin; 2011–2015)
- Babymetal (2010–2018)
  - Black Babymetal (subgrupo do Babymetal; 2012–2017)

## Discografia

### Sakura Gakuin
Álbuns
1. Sakura Gakuin 2010 Nendo ~message~ (27 de abril de 2011)
2. Sakura Gakuin 2011 Nendo ~Friends~ (21 de março de 2012)
3. Sakura Gakuin 2012 Nendo ~My Generation~ (13 de março de 2013)
4. Sakura Gakuin 2013 Nendo ~Kizuna~ (12 de março de 2014)
5. Sakura Gakuin 2014 Nendo ~Kimi ni Todoke~ (25 de março de 2015

Singles
1. "Yume ni Mukatte / Hello! Ivy" (8 de dezembro de 2010)
2. "Friends" (23 de novembro de 2011)
3. "Verishuvi" (21 de dezembro de 2011)
4. "Tabidachi no Hi ni" (12 de fevereiro de 2012)
5. "Wonderful Journey" (5 de setembro de 2012)
6. "My Graduation Toss" (27 de fevereiro de 2013)
7. "Ganbare!!" (9 de outubro de 2013)
8. "Jump Up ~Chiisana Yuki~" (12 de fevereiro de 2014)
9. "Heart no Hoshi" (22 de outubro de 2014)
10. "Aogeba Totoshi ~from Sakura Gakuin 2014~ (4 de março de 2015

### Twinklestars
Singles
1. "Dear Mr.Socrates" (28 de novembro de 2010)
2. "Please! Please! Please!" (6 de julho de 2011)

### Babymetal
Álbuns
1. Babymetal (26 de fevereiro de 2014)

Singles
1. "Doki Doki Morning" (24 de outubro de 2011)
2. "Babymetal × Kiba of Akiba" (7 de março de 2012)
3. "Head Bangya!!" (4 de julho de 2012)
4. "Ijime, Dame, Zettai" (9 de janeiro de 2013)
5. "Megitsune" (19 de junho de 2013)
6. "Road of Resistance" (1 de fevereiro de 2015)

## Participações em trabalhos

### Música
- Babymetal / Black Babymetal - "4 no Uta" (4の歌, Yon no Uta, lit. "Canção do 4"), do álbum Babymetal: Yui Mizuno (como Yuimetal) e Moa Kikuchi (como Moametal) compuseram (letra e música) a canção como Black Babymetal, subgrupo de Babymetal.[20]

## Filmografia

### Dramas televisivos
| Título                                                              | Episódios / Datas de transmissão | Empresa transmissora | Papel                                                 |
| ------------------------------------------------------------------- | -------------------------------- | -------------------- | ----------------------------------------------------- |
| MW Dai-Zero-shō ~Akuma no Game~ (MW－ムウ－ 第0章 ～悪魔のゲーム～) | 30 de julho de 2009              | Nippon TV            | Asunaro En (orfã)                                     |
| Sagasō! Nippon Hito no Wasuremono (探そう!ニッポン人の忘れもの)     | 21 de novembro de 2009           | Fuji TV              | Hori Shizuyo (infância)                               |
| Kioku no Umi (記憶の海)                                             | 24 de março de 2010              | TBS                  | Kyoko Yamauchi (em seu período no ensino fundamental) |

### Encenações
| Título                 | Datas                             | Local               |
| ---------------------- | --------------------------------- | ------------------- |
| Okuribito (おくりびと) | 29 de maio – 6 de junho de 2010   | Akasaka ACT Theater |
| Okuribito (おくりびと) | 6 de junho – 13 de junho de 2010  | Theater Brava!      |
| Okuribito (おくりびと) | 16 de junho – 24 de junho de 2010 | Misonoza            |

### Web
| Título                                      | Datas de transmissão   | Empresa transmissora |
| ------------------------------------------- | ---------------------- | -------------------- |
| Atarashii Kodomo Bangumi (新しいこども番組) | 18 de setembro de 2009 | goomo (internet TV)  |

### Comerciais
- Bandai - Pretty Cure (2008)